# Định Hưng, Bảo Định
Định Hưng (chữ Hán giản thể: 定兴县, âm Hán Việt: Định Hưng huyện) là một huyện thuộc địa cấp thị Bảo Định, tỉnh Hà Bắc, Cộng hòa Nhân dân Trung Hoa. Huyện này có diện tích 714 ki-lô-mét vuông, dân năm 1999 là 548.209 người. Mã số bưu chính là của huyện Định Hưng là 074200. Chính quyền huyện đóng ở trấn Định Hưng. Về mặt hành chính, huyện Định Hưng được chia thành 4 trấn, 12 hương. 
- Trấn: Định Hưng, Cố Thành, Hiền Ngu, Bắc Hà.
- Hương: Trương Gia Trang, Thiên Cung, Đông Ljac Bảo, Tiểu Châu Trang, Liễu Trác, Cao Lý, Diệu Thôn, Dương Thôn, Lý Úc Trang, Bắc Điền, Bắc Nam Thái, Tiêu Thôn.